# Tunnel Saint-Herbland
Le tunnel Saint-Herbland est un tunnel routier de 450 mètres de long, inauguré en 1980 dans la ville de Rouen en France.

## Description
Long de 450 mètres, il relie la rue Jean-Lecanuet à la rue Grand-Pont. Il a pris son nom de l'église Saint-Herbland, anciennement située face à la cathédrale, à l'angle nord-ouest de la rue des Carmes et de la rue du Gros-Horloge ; le tunnel passe à son emplacement.
Il dessert le parking souterrain « Palais-de-Justice », d'une capacité de 1 500 places. Sa création permet de rendre piétonne la place de la Cathédrale.
Les fouilles réalisées en 1990 à l'occasion de son prolongement ont mis au jour 5 statuettes en bronze de l'époque romaine, abandonnées lors d'un incendie vers 270.
Dans le courant de l'année 2018, la chaussée est rétrécie à une seule voie de circulation.